# Thyrse d'Autun
Pour les articles homonymes, voir Thyrse.
Ne doit pas être confondu avec Thyrse d'Apollonie.
Thyrse ou Thyrse d'Autun ou Thyrs est un diacre chrétien disciple de Polycarpe de Smyrne (l'actuelle Izmir en Anatolie, ancienne Asie mineure, à l'ouest de la Turquie), envoyé en Gaule au IIe siècle avec le prêtre Andoche pour prêcher l'Évangile. Il subit le martyre en raison de sa foi en 177 ou 178, dans la ville de Saulieu en Côte-d'Or dans le Morvan.

## Biographie
Andoche et Bénigne, prêtres, Thyrse, diacre, et Andéol, sous-diacre, originaires de Smyrne, furent envoyés tous les quatre évangéliser la Gaule par saint Polycarpe, évêque de Smyrne, disciple de l'apôtre Jean, et martyrisé par les Romains. Cet envoi répondait à un appel de saint Irénée, deuxième évêque de Lyon (né lui aussi à Smyrne), qui les accueillit en tant que prêtre, et par son prédécesseur saint Pothin, tous les deux formés à l'école de Polycarpe.
Les disciples de Polycarpe arrivèrent à Marseille et remontèrent le Rhône jusqu'à Lyon. Tandis qu'Andéol partit vers le Vivarais, Andoche et Thyrse allèrent vers Autun (Augustodunum) où ils furent reçus par le préfet Faustus. Ce dernier leur était favorable et leur fit baptiser Symphorien, son fils de trois ans.
Après Autun, il se rendirent à Saulieu (Sidilocum) où Faustus possédait une propriété de campagne ; ils y firent la connaissance de saint Félix, un commerçant d'Autun installé à Saulieu qui les avait accueillis. Alors qu'ils évangélisaient la région, ils furent arrêtés, jetés en prison puis exécutés à coups de massue par les romains en 177 ou 178, date à laquelle Marc-Aurèle faisait étape dans la ville.
Faustus, accompagné de son fils Symphorien, aurait alors mis leurs corps à l'abri dans un sarcophage en marbre de carrare, puis les auraient clandestinement inhumés dans une crypte sur laquelle fut élevée par la suite une première basilique dédiée à saint Andoche. Très rapidement un culte fut rendu aux restes des martyrs, attirant de nombreux pèlerins et fidèles qui vinrent vénérer les reliques,.
L'édifice est devenu la basilique saint Andoche de Saulieu, de style roman, et le tombeau de saint Andoche se trouve sous l'autel.
Leurs reliques reposent dans l'église Saint-Andéol de Saint-Andeux et dans la basilique Saint-Andoche de Saulieu,, à une vingtaine de kilomètres de Saint-Andeux.
Leur culte va perdurer en Bourgogne. Saint Thyrse est fêté le 24 septembre avec Andoche et Félix.
Bénigne subit le martyre à Dijon vers 179. Andéol reçut, pour sa part, la mission de porter l'Évangile dans les régions méridionales que fertilise le Rhône, puis finit lui aussi martyr à Bourg-Saint-Andéol en 208.

## Édifices religieux sous son vocable
- Église Saint-Andoche-et-Saint-Thyrse de Blanot (où eut lieu un miracle eucharistique en 1331)[10]
- Église saint Thyrse de Bas-en-Basset en Haute-Loire
- Chapelle saint Thyrse de Robion dans les Alpes de Haute-Provence
- Chapelle saint Thyrse de Maransan dans le Gard
- Église saint Thyrse de Châteauponsac en Haute-Vienne
- Église saint Thyrse d'Anglards-de-Salers dans le Cantal
- Église saint Thyrse à Lausanne, possiblement liée à un ancien monastère saint Thyrse[11]
- Eglise saint Thyrs à Labruguière dans le Tarn (département).

## Iconographie
- Saint Andoche, Saint Thyrse, et Saint Félix, martyrs, fête le 24 septembre, gravure, dim; h:15,5 cm x l:16 cm par Ludovic Alleaume
- Jacques Callot, Martyre de saint Andoche et saint Thyrse, les images des Saints, Estampe BnF, 1636[I 1]
- Vitrail de Saint Thyrse, diacre-martyr, à la chapelle Saint-François-de-Sales de Dijon
- Cathédrale Saint-Bénigne de Dijon
  - Vitrail central de l'abside par Édouard Didron, rangée du bas de gauche à droite,  Saint Andoche, Saint Bénigne, Saint Thyrse
  - Vitrail  École apostolique de Smyrme
  - Vitrail Départ en mission des saints: Bénigne, prêtre; Andoche, prêtre; Thyrse, diacre; Andéol, sous-diacre
- Vitrail de la Basilique Saint-Andoche de Saulieu:  Saint Félix accueille Saint Andoche et Saint Thyrse